# Троїцька вулиця (Дніпро)
Троїцька вулиця — вулиця в Шевченківському районі Дніпра в історичній місцевості Половиця.
Починається від Троїцької площі. Вулиця підіймається угору на південний захід до Вознесенської вулиці і закінчується на Барвінківській вулиці.
Довжина вулиці — 1900 метрів.

## Історія
Троїцька вулиця є продовженням вісі сучасного Європейського бульвару; була окреслена вперше на плані Старова перпендикулярною до головного проспекту міста. До перетворення базарної Привозної площі та з 1855 року Троїцької площі на радянську парадну площу імені Леніна, Троїцька вулиця виходила на проспект Яворницького. Тут на південній стороні проспекту містився великий торговий центр міста — Нижньє-Троїцький базар. Вище за вулицею, після перехрестя з вулицею Святослава Хороброго (тоді — Великою Базарною вулицею) розташовувався Вище-Троїцький базар.
Ім'я вулиця отримала після спорудження тут Свято-Троїцького собору в 1855 році. Він був зведений східніше від храму Святого Духу, що власне стояв над вулицею. Дерев'яна будівля храму Святого Духу була вперше зведена у 1780—1781 роках у старому Катеринославі (Кільченському) у якості католицького костьолу і 1791 року перенесена до нового Катеринославу у Половицю (біля будинку на Успенській площі, 1) у 1791 році з висвятою Катеринославським і Херсонес-Таврійським єпископом Амвросієм (Серебрянніковим) на честь ікони Казанської Богоматері. 1797 року на тій же Успенській площі була зведена дерев'яна власне Свято-Успенська церква, а Казанська церква відправилася на Привізну площу, де у 1799—1800 майстер Самійло Доруденко на замовлення Міської Думи спорудив іконостас. Збором коштів для перенесення храму займались місцеві купці Григорій Христофорів, Кирило Остроухів и Григорій Полуянів.
1837 східніше Святодухівської церкви було освячено місце під кам'яний Троїцький собор. Будівництво почалося 1845 року на кошти лісопромисловця Феодора Дупленко, який виділив 103 тисячі карбованців. Освячення Свято-Троїцької церкви відбулося 1855 року за Катеринославського і Таганрізького єпископа Леоніда (Заріцького). Тоді відбулося перейменування навколишніх вулиць за внутрішнім устроєм храму:
- за центральним вівтарем Животворної Трійці назвали Троїцьку вулицю,
- за правобічним вівтарем ікони Казанської Богоматері назвали вулицю праворуч — Казанську (тепер вулиця Михайла Грушевського),
- за лівобічним вівтарем Андрія Першозваного назвали вулицю ліворуч — Першозванівську (тепер вулиця Короленка).[1]

У 1860-х роках на пожертву купця Андрія Кирпичникова у 15 тисяч карбованців були зведені дзвіниця. В кінці 19 сторіччя спорудили сполучний приділ, що разом з дзвіницею збільшило площу храму у 2 рази.

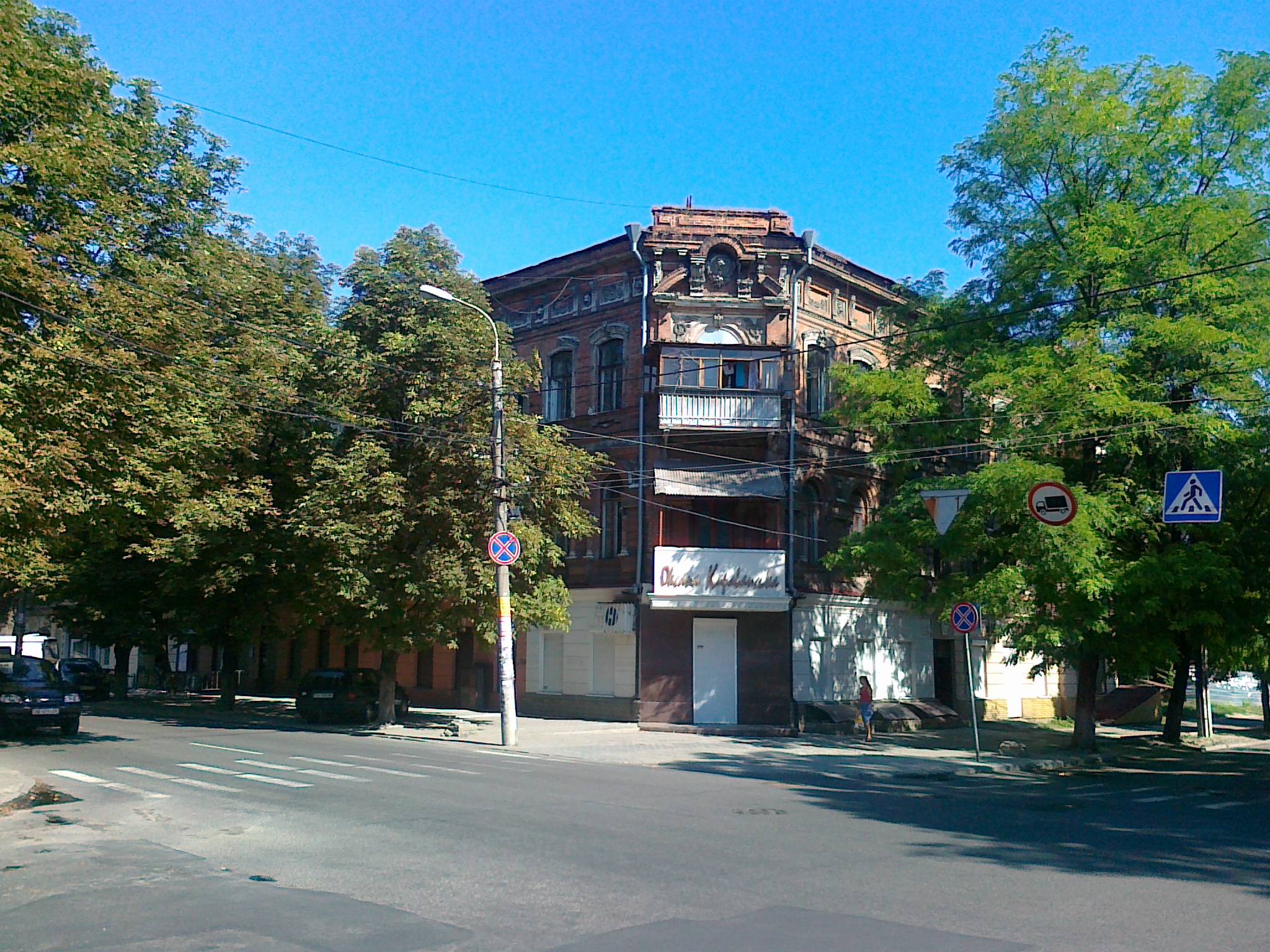
Перехрестя зі Старокозацькою вулицею - північно-західна чверть

За клопотами старости Троїцької церкви Івана Олексієнка у кінці 19 сторіччя храм будує будинок Причта і Троїцької церковно-парафіяльної школи, відкриває на Троїцькому базарі свічну і 12 інших лавок,
1923 року більшовицька влада перейменувала Троїцьку вулицю на Червону й Троїцьку площу на Червону. Нижньо-Троїцький й Вище-Троїцький базари перейменовані були на Нижній та Верхній базари.

Архітектурний комплекс у виді курдонера розміром 150 на 150 м з урядових будівель площі ім. В. І. Леніна створено після німецько-радянської війни є найважливішою композиційною ланкою на радянському проспекті К Маркса. Спочатку було прибрано Нижньо-Троїцький базар і перегороджений зв'язок Троїцької вулиці з проспектом Яворницького і Європейською вулицею. У 1949—1950 роках за проєктом дніпропетровського архітектора, доцента Дніпропетровського будівельного інституту Олега Петрова лівий бічний будинок на проспекті Яворницького, 57 і за проєктом архітектора Міськбудпроєкту Лева Ветвицького — праве симетричне крило на Яворницького, 63. На 40-у річницю Жовтневого перевороту у 1957 році в центрі курдонеру встановили пам'ятник В. І. Леніну: на високому гранітному постаменті (архітектор Олександр Сидоренко) встановили 6-метрову скульптуру (скульптори Макар Вронський і О. Олійник). Замикає перспективу площі центральна будівля площі — будинок Дніпропетровського Раднаргоспу (1957—1965 роки) за проєктом харківських архітекторів А. Моторіна і А. М. Нестеренко, що вже завершено 1962 року за часів боротьби з надлишками в архітектурі (постанова 1955 року). Коли архітектор показав Микиті Хрущову проєкт будівлі зі шпилем угорі генсек КПРС розкритикував надлишки: 
Ви знаєте, дорогий мій, скільки треба шахтарям попрацювати, щоб таку кількість міді добути? Скільки треба металургам працювати, ви знаєте? .. Ні, не знаєте! А я знаю. Я сам шахтарем був…
Існувала небезпека зносу Троїцького собору. Саме відрізання Троїцької вулиці від проспекту будівлею Раднаргоспу, що разом з перемичками прикрив.

## Перехрестя
- Троїцька площа
- Старокозацька вулиця
- Вулиця Святослава Хороброго
- Бородинська вулиця зі Сквером Георгія Побідоносця (Святого Юрія Переможця) ліворуч
- Вулиця Свєтлова
- Вознесенська вулиця
- Вулиця Яна Ходоровського
- вулиця Симона Петлюри
- Українська вулиця
- Вулиця Михайла Драгоманова
- Вулиця Сергія Подолинського
- Вулиця Ігоря Сікорського
- Барвінківська вулиця

## Будівлі

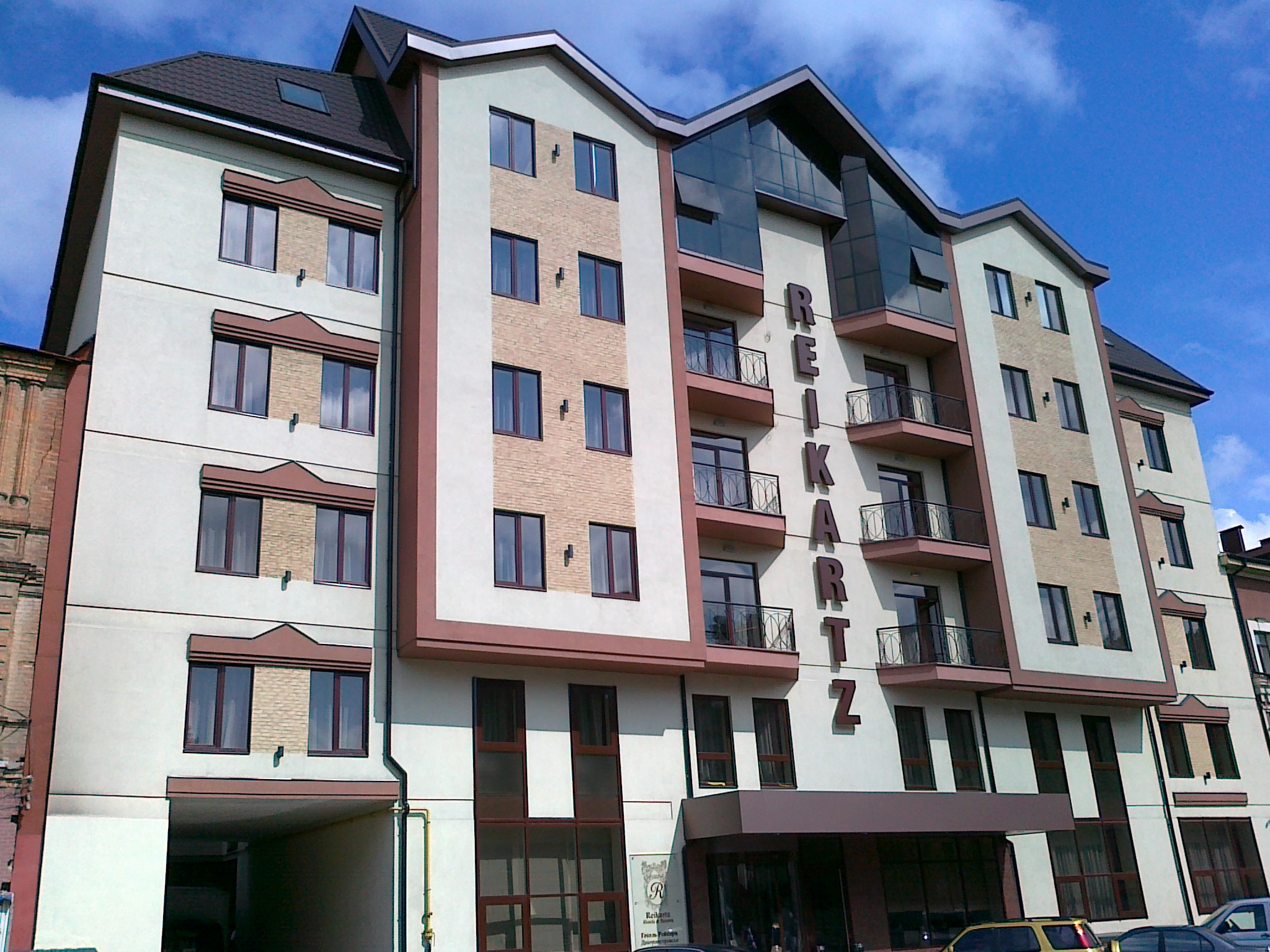
Троїцька, 12а - 4-зірковий Reikartz Hotel, відкритий у 2011 році

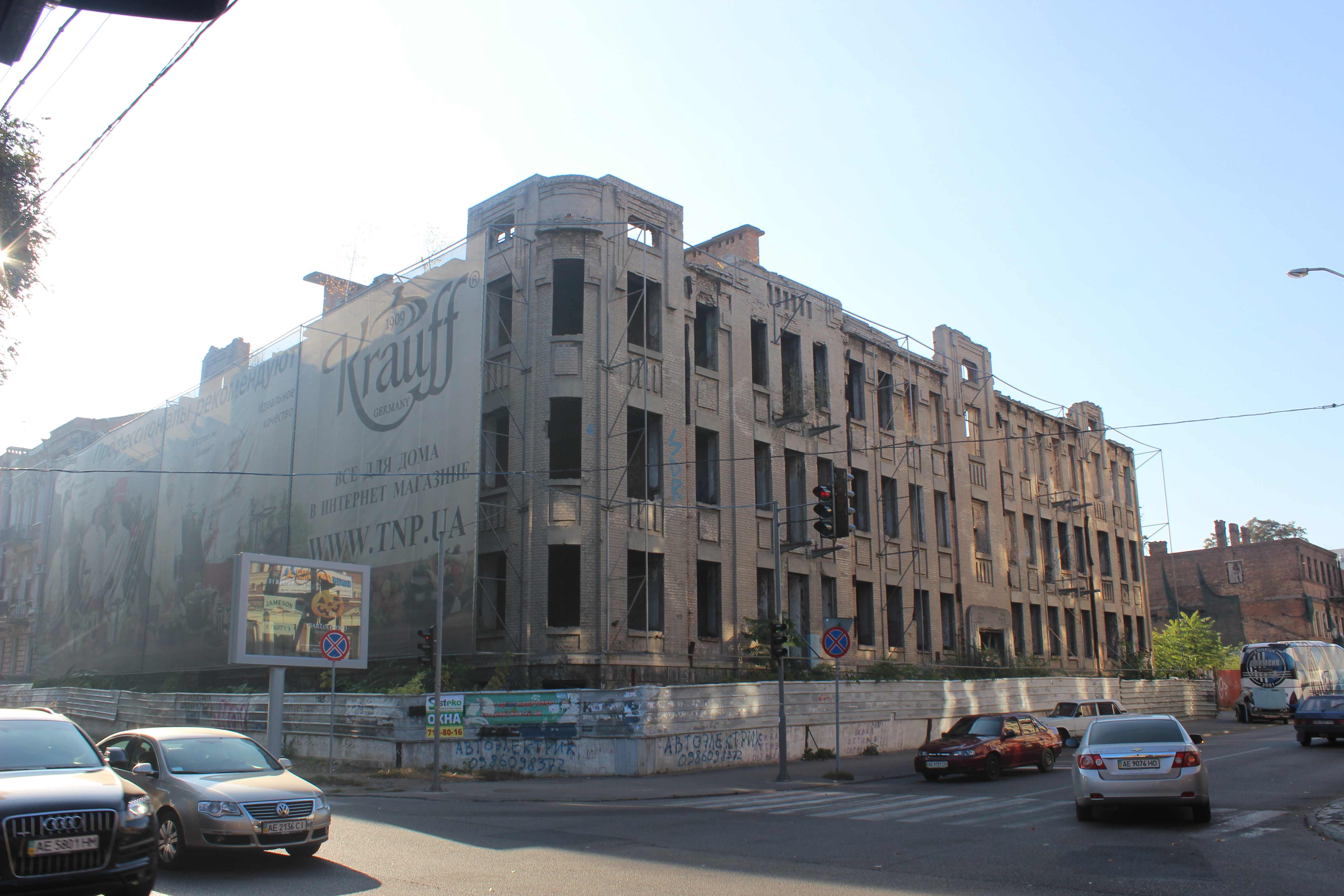
Троїцька, 5 - жертва "руйнівної" реконструкції братів Касперів

- № 1 — Навчально-виховний комплекс (школа) № 33
- № 8 — 3-зірковий готель «Літера»
- № 12а — 4-зірковий готель «Рейкарц»
- № 5, 7, 9, 11, 13 — будівлі з незаконним будівництвом братів Каснерів[5];
- № 14 — синагога «Бейт Тфіла», закрита 1924 року[6];
- № 15 — грузинський ресторан «Суліко»
- № 20а — Головне управління Національної поліції в Дніпропетровській області
- № 21 — «Верхньо-троїцький» ринок
- № 21а — Дніпроводоканал, Управління інфраструктури департаменту благоустрою та інфраструктури Дніпровської міської ради, зоокомплекс «Троїцький»
- № 22а — Управління контролю за благоустроєм міста
- № 37-39 — житловий комплекс «Палермо»